# بيتشو أتيينزا
بيتشو أتيينزا (بالإسبانية: Francisco Javier Atienza Valverde) (18 يناير 1990 بكانييتي دي لاس توريس في إسبانيا - ) هو لاعب كرة قدم إسباني في مركز الدفاع. لعب مع نادي هويسكا.

## وصلات خارجية
- بيتشو أتيينزا على موقع الاتحاد الدولي (مؤرشف)  (الإنجليزية)
- بيتشو أتيينزا على موقع قاعدة بيانات كرة القدم.إي يو (الإنجليزية)
- بيتشو أتيينزا على موقع Soccerway.com (الإنجليزية)
- بيتشو أتيينزا على موقع عالم كرة القدم.نت (الإنجليزية)
- بيتشو أتيينزا على موقع AS.com (الإسبانية)